# Burke (Dakota del Sud)
Burke è un comune (city) degli Stati Uniti d'America e capoluogo della contea di Gregory nello Stato del Dakota del Sud. La popolazione era di 604 abitanti al censimento del 2010.

## Geografia fisica
Burke è situata a 43°10′59″N 99°17′28″W (43.182992, -99.291065).
Secondo lo United States Census Bureau, la città ha una superficie totale di 1,45 km², dei quali 1,45 km² di territorio e 0 km² di acque interne (0% del totale).
A Burke è stato assegnato lo ZIP code 57523 e lo FIPS place code 08700.

## Storia
Burke fu progettata nel 1904 e incorporata nel 1906. Prende questo nome in onore del deputato Charles H. Burke.

## Società

### Evoluzione demografica
Secondo il censimento del 2010, la popolazione era di 604 abitanti.

### Etnie e minoranze straniere
Secondo il censimento del 2010, la composizione etnica della città era formata dal 94,21% di bianchi, lo 0,17% di afroamericani, il 3,48% di nativi americani, lo 0% di asiatici, lo 0% di oceanici, lo 0,17% di altre etnie, e l'1,99% di due o più etnie. Ispanici o latinos di qualunque etnia erano lo 0,66% della popolazione.